# Kreuzberg Records
Kreuzberg Records ist ein deutsches Musiklabel.

## Geschichte
Das Label wurde 1996 von Walter Thomas Heyn, dem damaligen Cheflektor des Verlages Neue Musik, als Tochterunternehmen in Berlin-Kreuzberg gegründet. Im Jahr 2000 wurde die AMA Gruppe Eigentümer der Firma. Inhaber des Musiklabels ist seitdem Detlef Kessler.
Das Programm reicht von Klassik bis Neue Musik, Jazz, Rock und Chanson. Einen Schwerpunkt bilden Gitarren- und Klaviermusik. Die Kompositionen Kurt Schwaens sind mehrheitlich bei Kreuzberg Records erschienen, ebenso Titel von und mit Fidan Aghayeva-Edler, Ortwin Benninghoff, Zakhar Bron, Otfried Büsing, Johann Cilenšek, Sidney Corbett, Carlo Domeniconi, Joachim Dorfmüller, East Blues Experience, Charlie Eitner, El Postre, Ensemble Oriol, Wolfgang Fiedler, Lutz Glandien, Christoph Hein, Hans-Joachim Hespos, Walter Thomas Heyn, Caspar René Hirschfeld, Robin Hoffmann, Gabriel Iranyi, Hubert Käppel, dem Kammerorchester Berlin, Georg Katzer, Edmund Kieselbach, Benjamin Lang, Kolja Lessing, Horst Lohse, Florian Meierott, Morscheck & Burgmann, Gisbert Näther, Ewelina Nowicka, Stefan Palm, Wolfgang Pasquay, Jana Reh, Rainer Rubbert, Michael Sagmeister, Volker Schlott, Klaus Hinrich Stahmer, Susanne Stelzenbach, Dominik Susteck, Katia Tchemberdji, Lothar Voigtländer, Peter Weirauch, Angelika Weiz und Peter Manfred Wolf.